# Morphin
Morphin oder Morphium ist ein Hauptalkaloid des Opiums und zählt damit zu den Opiaten. Es gehört zu der Gruppe der stark wirkenden Opioide der Stufe III im WHO-Stufenschema (Klassifizierung der Schmerztherapie) und ist als Schmerzmittel bei starken und stärksten Schmerzen zugelassen. Morphin ist das erste in Reinform isolierte Alkaloid. Das Opioid-Analgetikum ist zudem ein Rauschgift und unterliegt betäubungsmittelrechtlichen Vorschriften gemäß dem Einheitsabkommen über die Betäubungsmittel.

## Geschichte
Im Jahr 1804 isolierte der Apothekergehilfe Friedrich Sertürner im Labor der Hofapotheke zu Paderborn Morphin aus Opium. Er erhielt es in Form farbloser Kristalle, indem er einen Heißwasserextrakt des Opiums mit Ammoniak ausfällte und aus Ethanol umkristallisierte. Eine dem Wert der Entdeckung angemessene internationale Aufmerksamkeit erweckte erst eine Veröffentlichung im Jahr 1817 in der renommierten Zeitschrift Annalen der Physik, die dieselbe, mit etwas größerer Sorgfalt wiederholte Arbeit zum Inhalt hatte. Armand Séguin und Bernard Courtois hatten Morphin schon vor 1804 entdeckt, es zunächst nur am eigenen Institut vorgestellt und die Entdeckung erst 1816 publiziert. Die Priorität wurde damals Sertürner zuerkannt. Er erkannte den Stoff als das „schlafmachende Prinzip“ (principium somniferum) des Opiums, entdeckte seine Baseneigenschaft und nannte ihn 1817 Morphium, nach Morpheus, dem griechischen Gott der Träume. Dies war der Ausgangspunkt der Alkaloidforschung, der experimentellen Pharmakologie und bereitete der pharmazeutischen Industrialisierung den Weg. Auf Gay-Lussac geht die heutige Bezeichnung Morphin zurück.
In Frankreich wurde Morphin erstmals 1818 in ein amtliches Arzneibuch aufgenommen, in Deutschland folgte 1820 die Pharmacopoea Saxonia. Der Chemiker Justus von Liebig identifizierte 1831 den Stickstoff als Ursache der Basizität. Ab 1827 vermarktete Emanuel Merck, Angehöriger einer Darmstädter Apothekerdynastie, Morphin im größeren Maßstab und mit hohem Anspruch an den Reinheitsgrad über sein Pharmaceutisch-chemisches Novitäten-Cabinet. 1821 wurde von Dumas und Pelletier gemäß Elementaranalyse die Summenformel von Morphin präsentiert. Die Erfindung und Popularisierung der Injektionsspritze Mitte des 19. Jahrhunderts trug im Laufe der Zeit wesentlich zur Verbreitung der Opiate bei. In den Kriegen jener Zeit, dem amerikanischen Sezessionskrieg (1861 bis 1865), Preußisch-Österreichischen Krieg (1866) und dem Deutsch-Französischen Krieg (1870 bis 1871), kam Morphin als Analgetikum zur Verletztenversorgung im großen Maßstab zum Einsatz. In dieser Zeit wurde auch sein Suchtpotential erkannt.
Die erste Derivatisierung von Morphin war die Veresterung, mit der Charles Wright 1873 unter anderem Diacetylmorphin (Heroin) darstellte.
Im Jahr 1900 lancierten Eugen Schneiderlin (* 1881) und Berthold Korff († 1918) die Kombination von Morphin mit Scopolamin. 1916 wurde die Morphin-Scopolamin-Narkose von der Schweizerin Elisabeth Bredenfeld um die intravenöse Applikation erweitert.
In den USA wurde 1914 durch den Harrison Narcotics Tax Act der unerlaubte Besitz von Morphin unter Strafe gestellt.
1925 gelang Robert Robinson die Aufklärung der Molekularstruktur von Morphin. Sie wurde von Marshall Gates und Gilg Tschudi in der ersten Hälfte der 1950er Jahre durch Totalsynthese bestätigt. Über die Stereokonfiguration des natürlichen (−)-Morphins wurde 1955 berichtet. Zur gleichen Zeit ermittelten Mackay und Hodgkin die Kristallstruktur. Im Jahr 2022 wurde eine mit Morphin komplexierte Raumstruktur des μ-Opioidrezeptors veröffentlicht (PDB).

## Vorkommen und Synthese

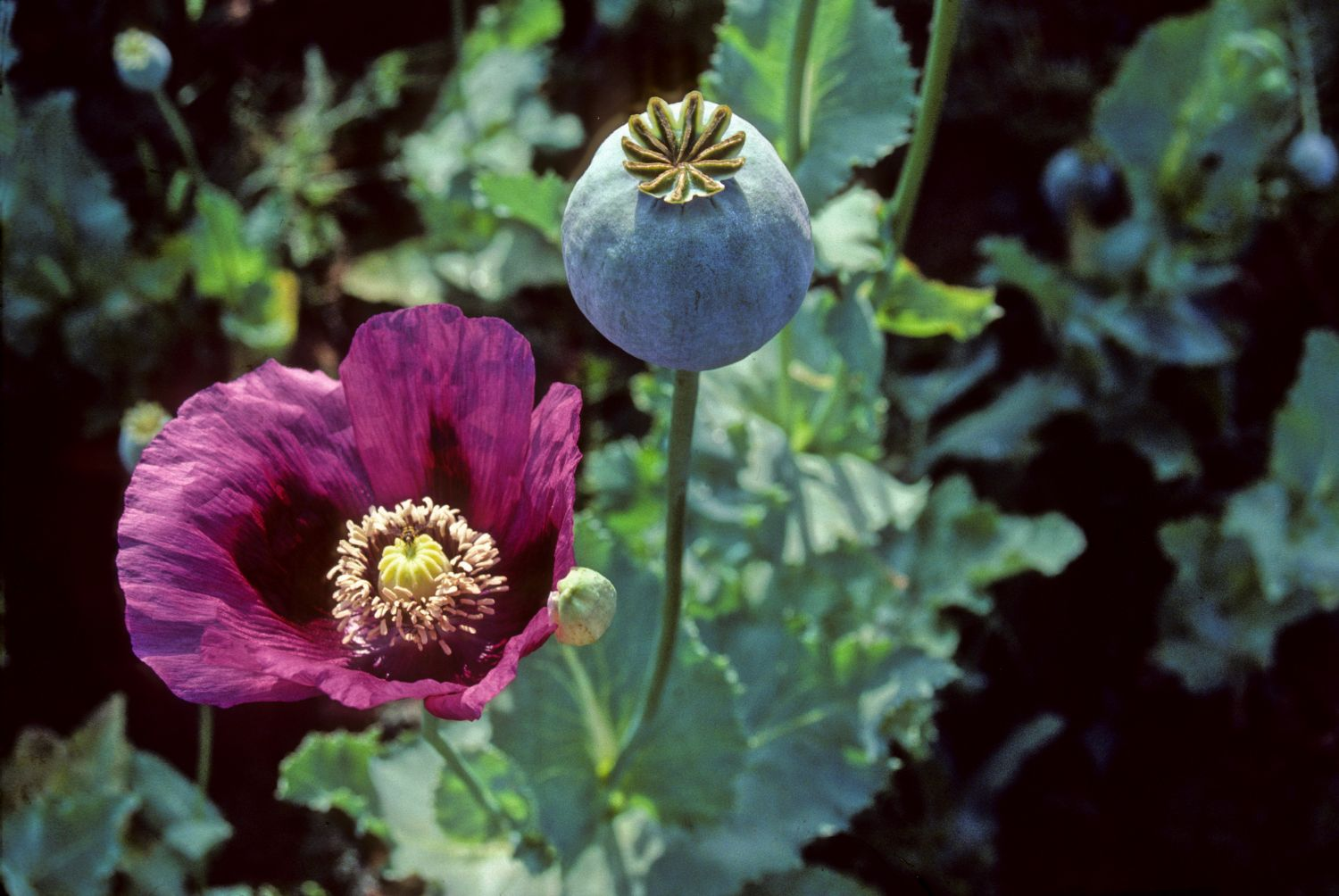
Schlafmohn, Papaver somniferum.

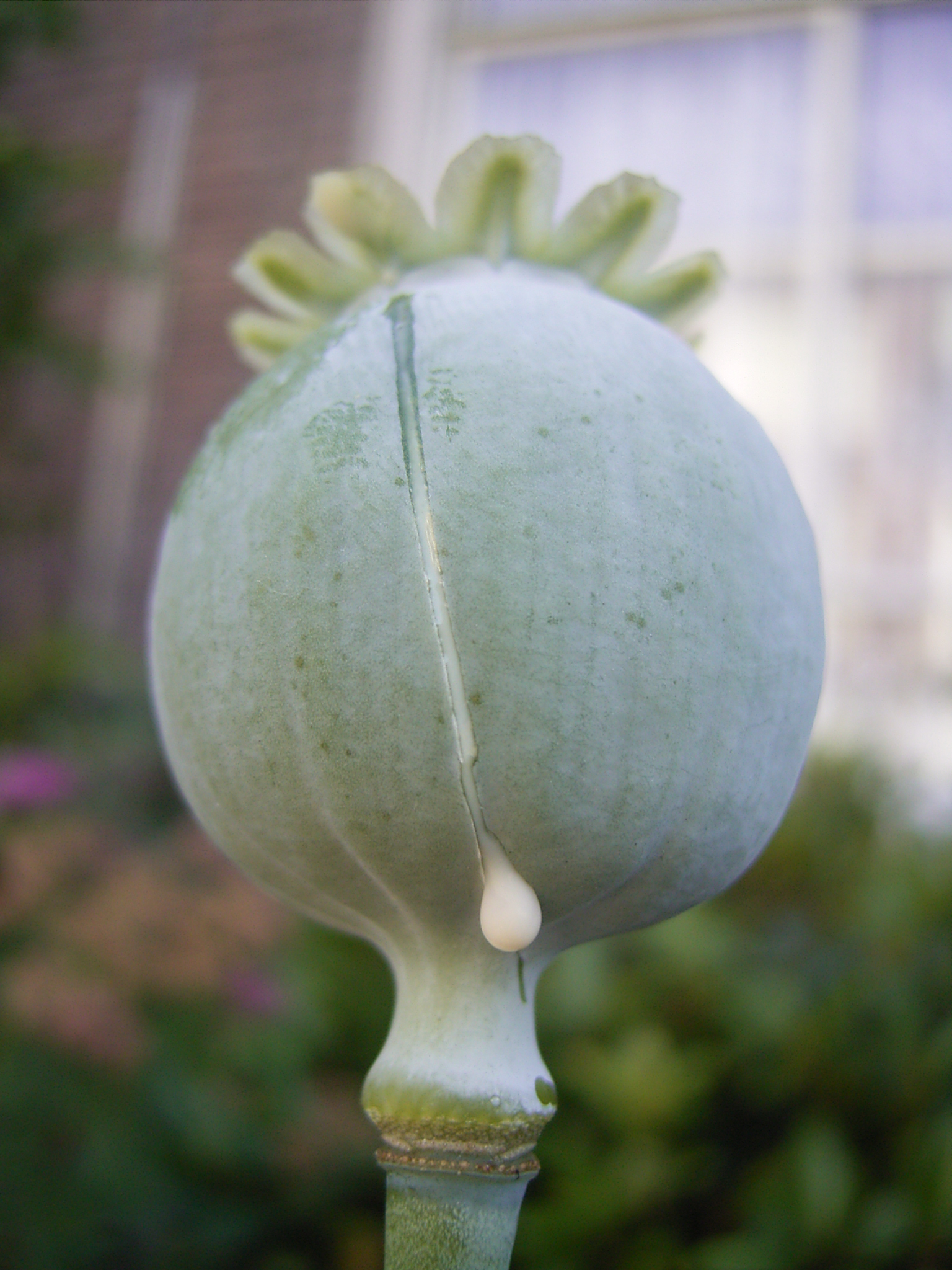
Durch Anritzen unreifer Samenkapseln gewonnener Milchsaft von Papaver somniferum liefert beim Trocknen Opium.

Morphin wird aus Opium, d. h. aus dem getrockneten Milchsaft des Schlafmohns (Papaver somniferum), gewonnen; der Morphinanteil im Opium liegt bei etwa zwölf Prozent, schwankt aber abhängig von der Herkunft und Vorbehandlung des Milchsafts deutlich.
Die Biosynthese von Morphin – und auch aller anderen natürlich vorkommender Opiumalkaloide – erfolgt aus dem Isochinolin-Alkaloid Reticulin.
Die Totalsynthese, die 1956 Marshall D. Gates und Gilg Tschudi gelang, ist aufwändig und liefert nur geringe Ausbeuten – bei der Fuchs-Synthese beträgt sie etwa zehn Prozent. Die Ausgangsstoffe dazu sind Phenylalanin und 4-Hydroxyphenyl-acetaldehyd. Dabei ist Norcoclaurin ein wichtiges Zwischenprodukt. Über Reticulin werden dann die Morphinan-Alkaloide gebildet, zu denen das Morphin gehört.
Die Rice-Synthese erreicht Ausbeuten von 30 % über 14 Schritte:

## Gewinnung
Dem wässrigen Opiumauszug wird eine Calciumchloridlösung zugesetzt. Nach Abtrennung des mekonsauren Calciums wird die Lösung eingedampft, wobei sich Morphin und Codein als Hydrochloride abscheiden. Die Hydrochloride werden erneut in eine wässrige Lösung gebracht, aus welcher das Morphin durch Zugabe von Ammoniak ausgefällt werden kann.
Heroin ist ein Derivat des Morphins: 3,6-Diacetylmorphin. Es wird durch eine chemische Reaktion (Acetylierung) aus Morphin gewonnen.

## Chemische Eigenschaften
Morphin ist schwer löslich in Wasser (1:5000), etwas leichter löslich in heißem Wasser, löslich in Ethanol (1:250), schwer löslich in Ether (1:7500), in Tetrachlorkohlenstoff (1:6400), leicht löslich in alkalihaltigem Wasser.
Morphin ist in stark saurem und in alkalischem Milieu instabil. Starke Säuren lagern es zu Apomorphin um.
Auf Grund der schlechten Wasserlöslichkeit von Morphin werden arzneilich vor allem das Sulfat (etwa als Morphinsulfat-Tablette, MST) und das Hydrochlorid des Morphins eingesetzt, deren Wasserlöslichkeit deutlich, d. h. etwa 300-mal, besser ist als das der reinen Base. Nach der Entdeckung der schmerzstillenden Wirkung des Morphins stellte über lange Zeit die schlechte Löslichkeit von Morphin ein ernsthaftes Problem dar, da zu Injektionszwecken eine wässrige Lösung nötig ist.

## Analytik

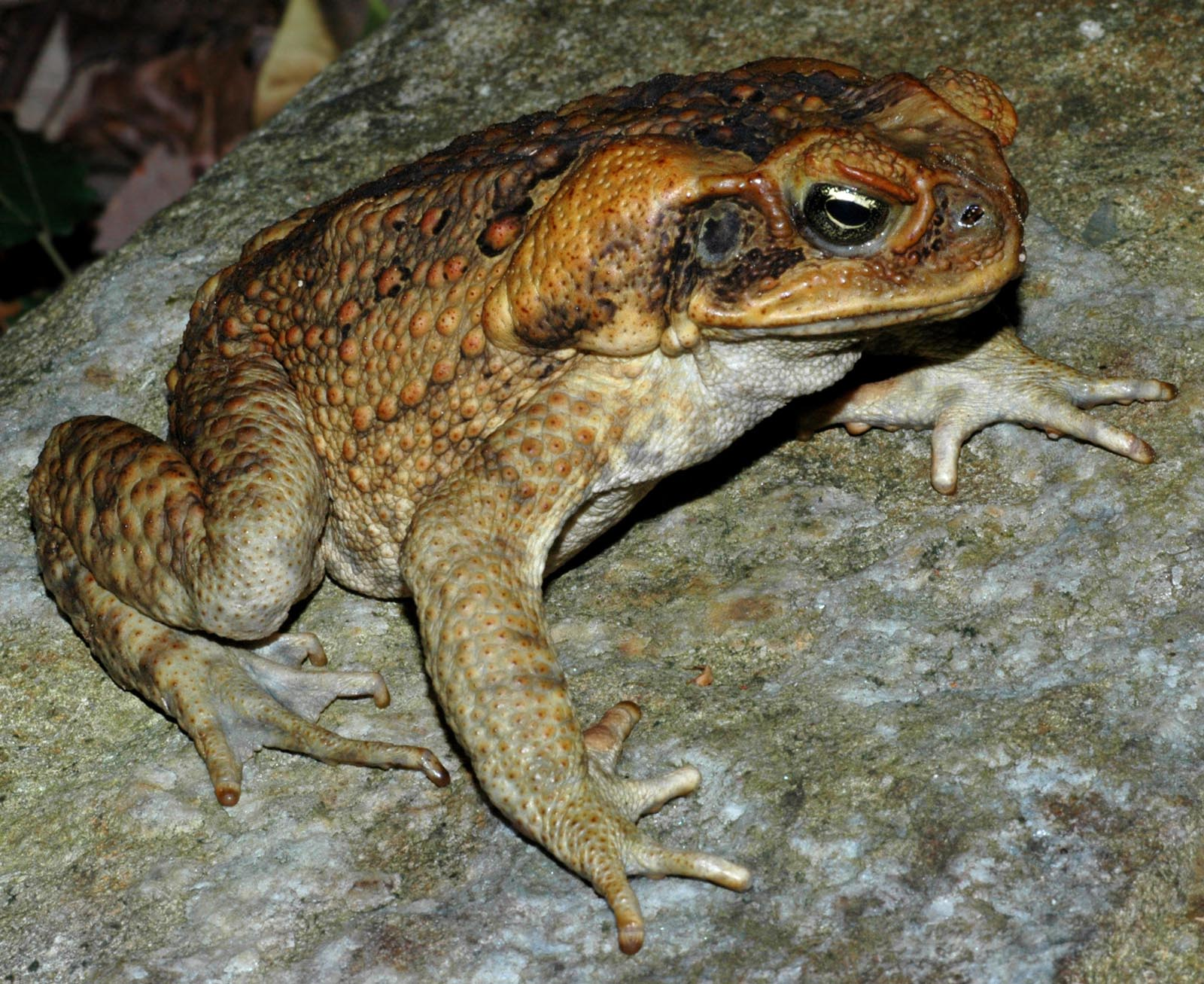
In der Haut der Aga-Kröte (Bufo marinus L.) konnte man einen erheblichen Gehalt an Morphin nachweisen.

Ein erster – relativ unspezifischer – Test auf Morphin und verwandte Alkaloide ist die Marquis-Reaktion. Zur zuverlässigen qualitativen und quantitativen Bestimmung von Morphin in unterschiedlichen Untersuchungsgütern wie z. B. Urin, Blut, Blutserum, Blutplasma, Haaren oder pflanzlichem Material sind adäquate Probenvorbereitungsmethoden wie z. B. Extraktionsverfahren oder die SPE erforderlich. Die gewonnenen Extrakte können durch Einsatz der Kopplung chromatographischer Trennverfahren wie z. B. der Gaschromatographie oder HPLC mit der Massenspektrometrie analysiert werden. Die Verfahren eignen sich auch zum Einsatz bei speziellen forensischen Fragestellungen wie z. B. des Einflusses des Genusses von mohnhaltigen Produkten.

## Pharmakologie

### Pharmakodynamik
Morphin wirkt zentral als Agonist an Opioidrezeptoren. Dadurch wird die Schmerzweiterleitung verhindert und das Schmerzempfinden des Patienten gesenkt. Im Vordergrund steht dabei die Aktivierung der μ-Rezeptoren. Zu κ-Rezeptoren hat Morphin eine geringere Affinität. Präsynaptisch führt Morphin über den Opioidrezeptor G-Protein vermittelt zu einer Abnahme des zellulären Calciumeinstroms und damit zur Hyperpolarisation. Postsynaptisch erfolgt eine G-Protein-vermittelte Aktivierung von Kaliumkanälen mit nachfolgendem Kaliumausstrom. Der Kaliumausstrom führt ebenso zur Hyperpolarisation und effektiven Verhinderung einer Schmerzweiterleitung.

### Pharmakokinetik
Morphin weist nach oraler Gabe zwar eine gute Resorption auf, die Bioverfügbarkeit ist jedoch aufgrund des hohen First-Pass-Effektes mit 20–40 % relativ gering. Nach intravenöser oder intramuskulärer Applikation liegt die Bioverfügbarkeit hingegen bei nahezu 100 %, wobei die Wirkung bei intravenöser Gabe nach 5–15 Minuten, die maximale Analgesie bei intravenöser Gabe nach 20 Minuten, bei intramuskulärer Gabe nach 30–60 Minuten und bei subkutaner Applikation nach 45–90 Minuten erreicht wird. Die Wirkungsdauer nach intravenöser oder intramuskulärer Gabe beträgt 2–5 Stunden und ist für gewöhnlich und naturgemäß bei der (oralen) Gabe retardierter Darreichungsformen (Retard-Kapseln oder Retard-Tabletten) deutlich (auf 8 bis 24 Stunden) verlängert. Die analgetische Wirkdauer bei rektaler Gabe eines Zäpfchens (10–30 mg) beträgt etwa vier Stunden. Metabolite sind z. B. das inaktive Morphin-3-Glucuronid sowie das aktive (analgetisch wirksame) Morphin-6-Glucuronid, das eine deutlich längere Wirkdauer zeigt als das Morphin selber. Andere Metaboliten sind u. a. Normorphin und Codein. Die Elimination erfolgt überwiegend renal mittels hydrophiler Konjugate. Morphin weist keinen sogenannten Ceiling-Effekt auf.

## Therapeutische Verwendung

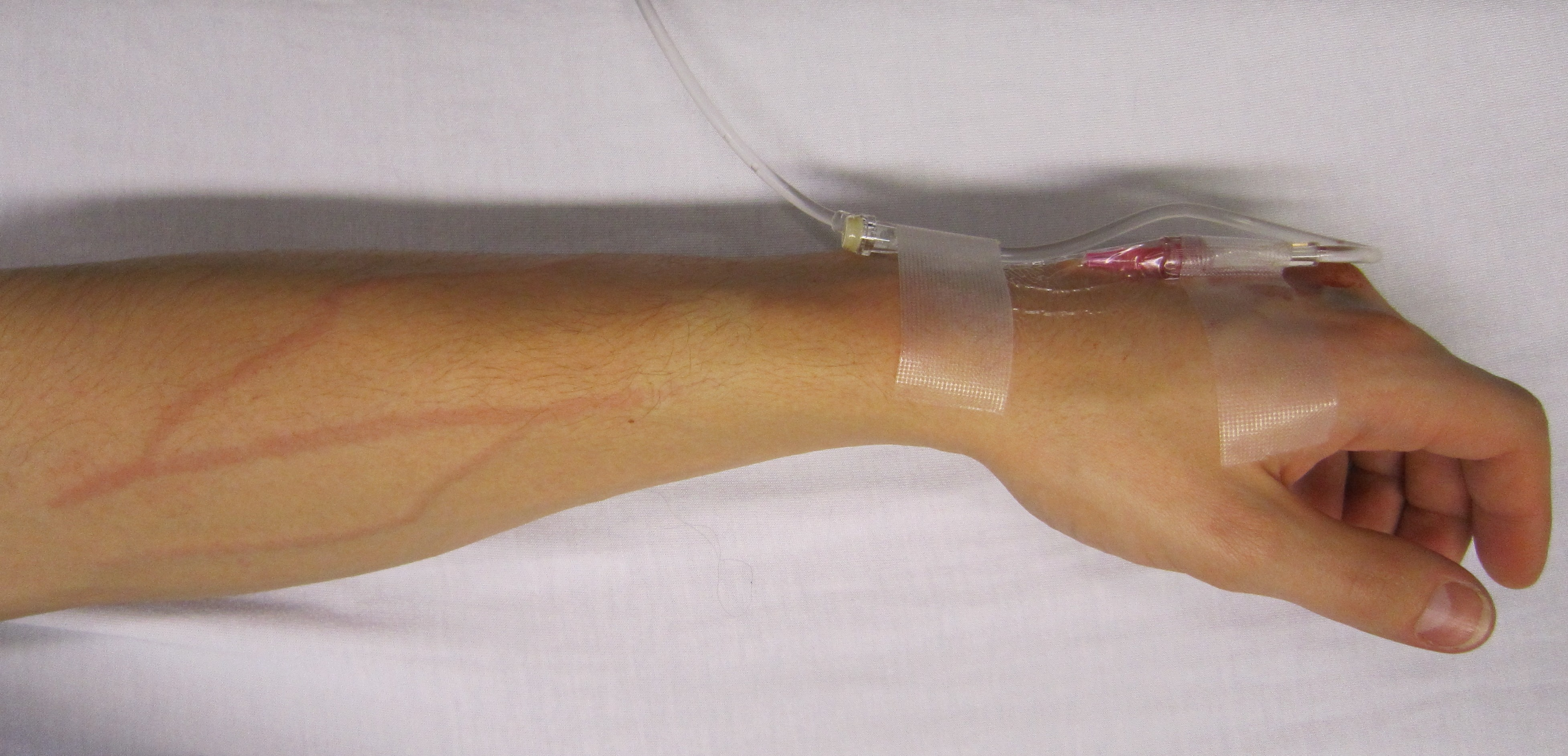
Eine lokale Reaktion auf die intravenöse Verabreichung von Morphin, ausgelöst durch die Freisetzung von Histamin in den Venen.

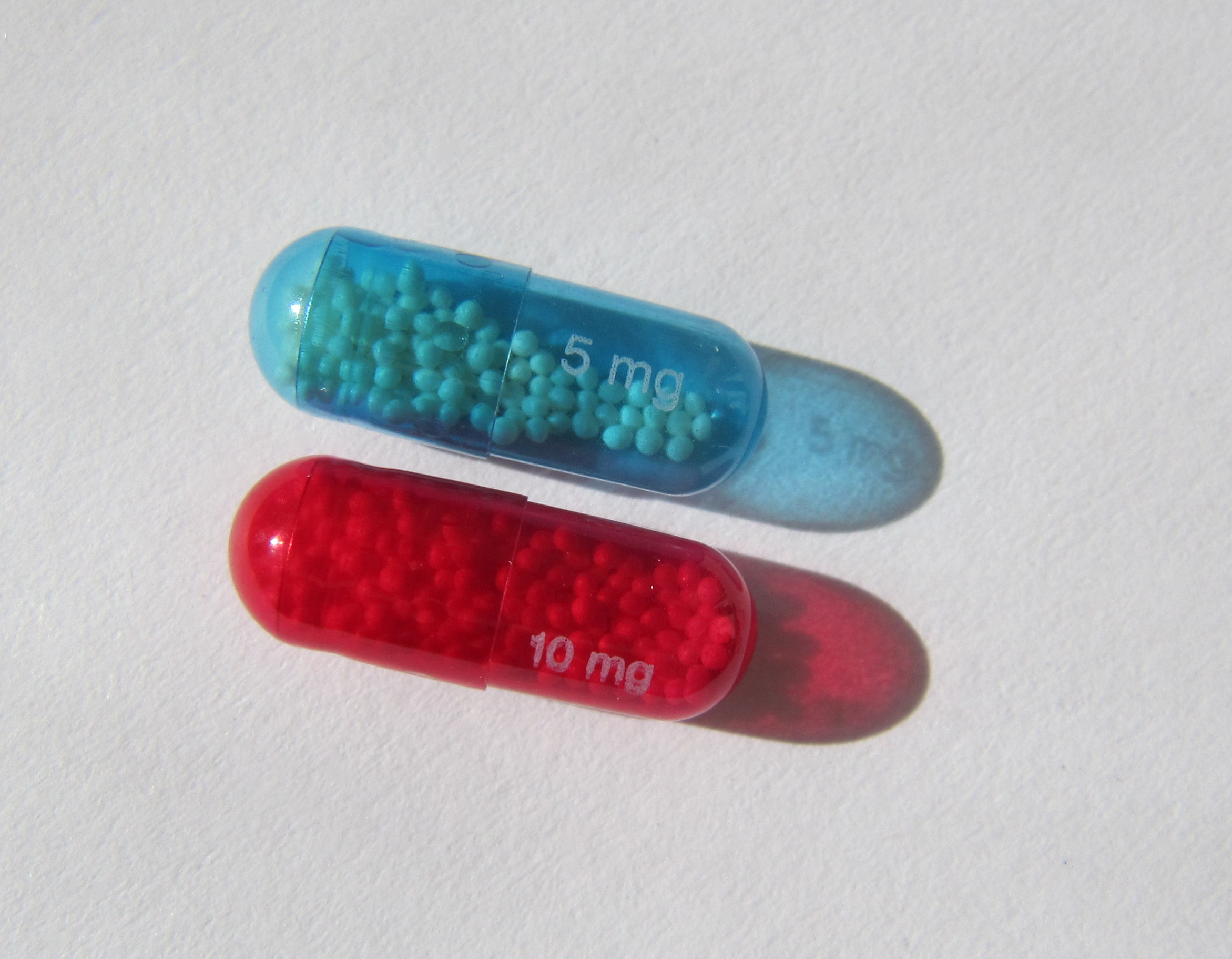
Zwei Kapseln Morphinsulfat mit sofortiger Freisetzung (5 mg und 10 mg).

### Anwendungsgebiete

#### Schmerztherapie
Morphin wird zur Behandlung von starken und stärksten akuten und chronischen Schmerzen verwendet und ist bei Angaben zur Wirksamkeit bei Schmerzen Referenzsubstanz mit einer analgetischen Äquivalenz bzw. Potenz der Einzeldosis vom Wert 1.
Die Behandlung mit Morphin oder anderen Opioiden bei chronischen Schmerzen sollte nach den WHO-Stufenschema, d. h. nach einem abgestuften Plan, angepasst werden: möglichst orale Verabreichung eines Morphinpräparates mit langanhaltender Wirkung in individuell angepasster Dosierung (Einzeldosen von etwa 2,5 bis 30 mg zu Beginn einer Behandlung bei erwachsenen Menschen) und in festgelegten zeitlichen Abständen. Da Morphin allein nicht alle Arten von Schmerz vollständig ausschaltet (Schmerzen, die durch das Gift der australischen Brennnessel hervorgerufen werden, sind morphinresistent!), ist in diesen Fällen eine Kombination mit weiteren Medikamenten nötig. Dabei unterstützen sogenannte Koanalgetika und adjuvanten Therapeutika (unter anderen Antidepressiva, Bisphosphonate, Corticosteroide, Neuroleptika) die Wirkung des Morphins. Andere Arzneimittel lindern mögliche Nebenwirkungen, wie beispielsweise Abführmittel, die gegen die häufig eintretende Darmträgheit eingesetzt werden und einer Verstopfung vorbeugen.
Akute Schmerzspitzen können die zusätzliche Bedarfsgabe eines schnell wirksamen Morphins erfordern.
Bei längerer Behandlung entsteht selbst bei angemessener Dosierung des Morphins oder anderen Opioiden, wie bei verschiedenen anderen Medikamenten auch, eine körperliche Gewöhnung. Ein Opioidentzug bei Beendigung der Schmerztherapie muss daher ausschleichend erfolgen (Dosisreduktion pro Woche um 30 %). Bei der Anwendung von Morphin in der Sterbephase zur Linderung von Atemnot oder Schmerzen ist dieser Aspekt aber zu vernachlässigen. Hochwirksame Medikamente wie Morphin dienen nicht der aktiven Sterbehilfe, sondern der Therapie von Beschwerden, die in der Sterbephase auftreten können. Die ärztliche Pflicht zur angemessenen Schmerzlinderung schließt die Anwendung solcher Medikamente bei bestehender Indikation ein.

#### Symptomatische Therapie von Atemnot, Husten und Angst
Da Morphin auch dämpfend auf das Atemzentrum wirkt, wird es insbesondere in der Palliativmedizin zur symptomatischen Behandlung der Luftnot verwendet. Es reduziert den Atemantrieb, senkt damit den Stresspegel des Patienten, die Atmung wird ruhiger und ökonomischer, indem die durch hochfrequente, jedoch flache Atmung entstandene Totraumventilation reduziert wird. Eine Zulassung für diese Therapie hat Morphin nicht, so dass sie im Off-Label-Use durchgeführt wird. Morphin unterdrückt den Hustenreiz (antitussive Wirkung); ein anderes Alkaloid des Opiums, Codein (chemisch gesehen Methylmorphin), wird daher als Wirkstoff gegen Husten eingesetzt. In der Akutmedizin wird Morphin auch zur Symptomlinderung bei akutem Herzinfarkt (siehe dort) eingesetzt, um den Circulus vitiosus aus Schmerzen, Luftnot, Angst, psychischem und körperlichem Stress mit Zunahme des Sauerstoffverbrauchs des Herzens zu unterbinden. Außerdem senkt Morphin durch Dilatation der venösen Kapazitätsgefäße die Vorlast und durch leichte arterielle Dilatation auch die Nachlast des Herzens. Morphin bewirkt zudem eine vermehrte Histaminausschüttung, durch die der Blutdruck sinken kann.

#### Substitutionsbehandlung
Ferner wird Morphin in der Substitutionsbehandlung (Erhaltungstherapie) von Erwachsenen mit Opioidabhängigkeit verwendet. Die Verabreichung erfolgt im Rahmen medizinischer und umfassender psychosozialer Maßnahmen mit einem oral wirksamen Präparat, das den Wirkstoff verzögert abgibt, so dass eine lang anhaltende Wirkung (Retardwirkung) resultiert.
In Deutschland wurde Morphin in dieser Indikation im April 2015 im Markt eingeführt (Handelsname Substitol). Die Zulassungsstudie wurde von 2008 bis 2010 an Zentren in der Schweiz und in Deutschland durchgeführt; als Vergleichssubstanz diente DL-Methadon. In Österreich wird retardiertes orales Morphin bereits seit längerem in der Substitutionsbehandlung eingesetzt. In der Schweiz ist orales retardiertes Morphin (Sevre-Long) seit 2013 zugelassen.

### Nebenwirkungen

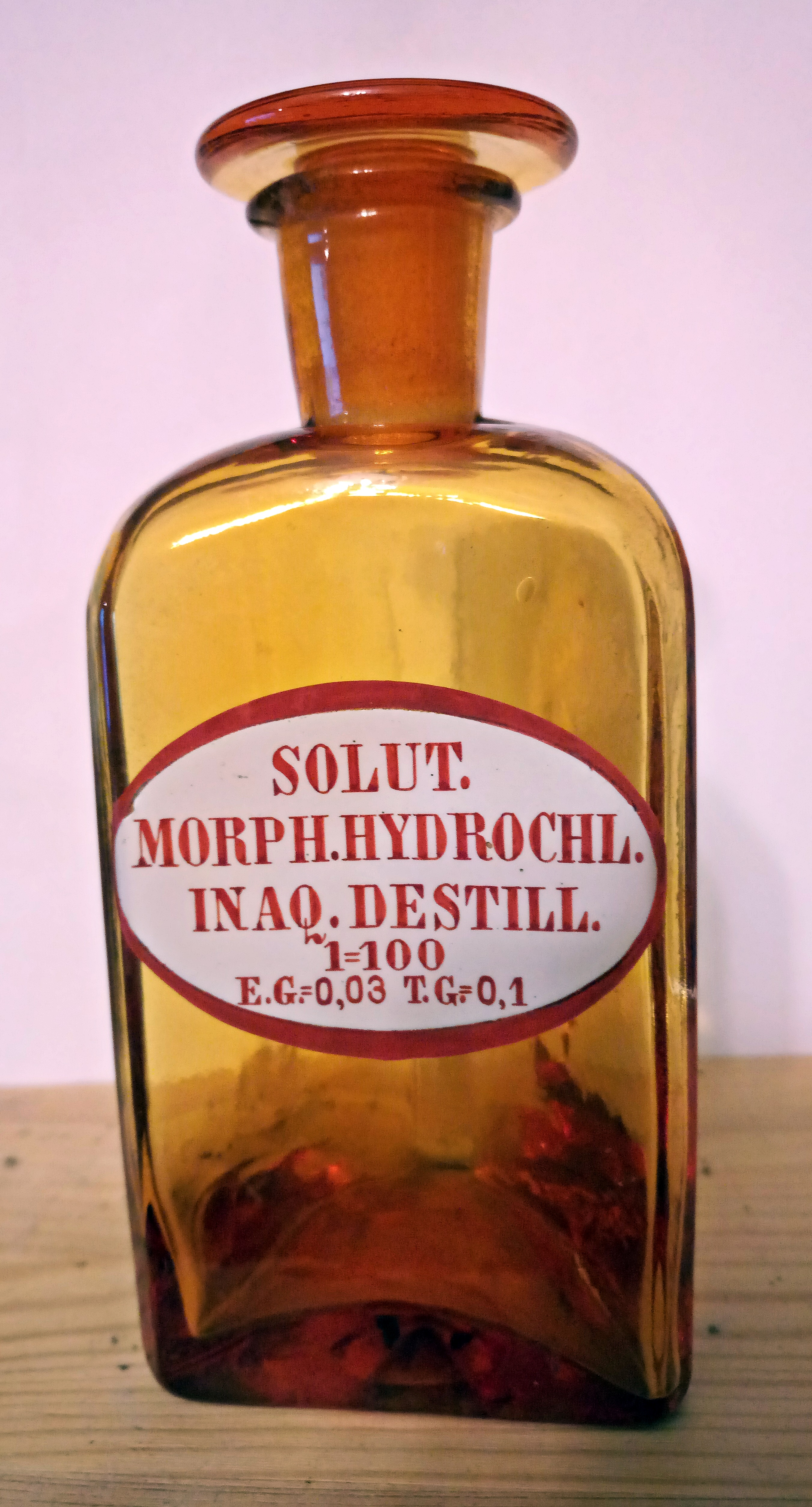
Flasche für Morphinhydrochlorid-Lösung, um 1900

Wie bei allen stark wirkenden Opioid-Analgetika können Obstipation (Verstopfung), Übelkeit und Erbrechen auftreten. Ebenso kann es zu Benommenheit, Stimmungsveränderungen sowie zu Veränderungen des Hormonsystems und des autonomen Nervensystems kommen. Bei Überdosierung kann es zu Miosis, Hypoventilation und niedrigem Blutdruck sowie zu einer Atemdepression kommen.
Zu Beginn der Morphintherapie kann es zu Übelkeit und Erbrechen kommen, da Morphin direkt auf das Brechzentrum im Hirnstamm wirkt. Nach einiger Zeit lässt diese Nebenwirkung meist nach. Einzig die Obstipation unterliegt keiner Gewöhnung. Bei einer Langzeitanwendung sollte daher ein Abführmittel mitverordnet werden.
Grundsätzlich gilt die Fahrtüchtigkeit als eingeschränkt. Insbesondere bei einer Neueinstellung oder Therapieumstellung ist ein Fahrverbot auszusprechen, jedoch scheint nach einer angemessenen Einstellung mit retardierten Opioiden die Fahrtüchtigkeit nicht wesentlich beeinträchtigt zu sein.
Aufgrund der euphorisierenden Wirkung wird Morphin insbesondere bei Anwendung schnell anflutender Medikamentenformen (Tropfen, nicht retardierte Tabletten, Injektionslösung) ein hohes Suchtpotential zugeschrieben. Eine Schmerzbehandlung mit Opioiden führt nicht grundsätzlich zu einer Suchtentwicklung. Allerdings kann es zu einer Toleranzentwicklung kommen, die bei erneut auftretenden Beschwerden eine weitere Dosisanpassung erfordert.
Des Weiteren besteht bei Morphin (im Vergleich etwa zu Fentanyl oder Sufentanil) die Gefahr einer Histaminausschüttung.

### Überdosierung
Die Hauptgefahr bei der Überdosierung mit Morphin und anderen Opioiden ist die Dämpfung des Atemzentrums (Atemdepression), die zur Bewusstlosigkeit und schließlich zu einem Atemstillstand führen kann. Eine Überdosierung mit Morphin (und anderen Opioiden) zeigt sich u. a. an einer vertieften und von der Frequenz her verminderten Atmung mit nur noch wenigen Atemzügen pro Minute. Bei noch ansprechbaren Patienten mit einer derart verminderten Atmung kann die ständig zu wiederholende Aufforderung, regelmäßig zu atmen, lebensrettend sein (sogenannte Kommandoatmung). Bei Verdacht auf das Vorliegen einer Morphinvergiftung muss ein Notarzt hinzugezogen werden, der als wichtigste Maßnahme für eine Wiederherstellung und Aufrechterhaltung der Atmung sorgt. Eine Morphinintoxikation kann durch die Gabe von Naloxon (oder dem Tartrat von 3-Hydroxy-Nor-Allylmorphin mit dem Präparat Lorfan) behandelt werden. Naloxon wirkt als kompetitiver Antagonist, verdrängt Morphin von den Opioidrezeptoren und hebt dadurch dessen Wirkung auf. Die Halbwertszeit von Naloxon liegt deutlich unter jener von Morphin, so dass der Patient zwar kurzzeitig beschwerdefrei ist, aber nach dem Nachlassen der Wirkung des Naloxons wieder Atemstillstand durch die Opiatüberdosierung droht. Wird zu viel Naloxon verabreicht, kann ein morphinabhängiger Patient von der Überdosis direkt in den Entzug übergehen.
Die für einen durchschnittlichen Erwachsenen (ohne vorherige Toleranzentwicklung) tödliche Morphindosis liegt bei oraler Aufnahme (Einnahme) bei 200 mg (bis 1500 mg bei Menschen mit einer herausgebildeten Toleranz), nach parenteraler Applikation (Injektion, Infusion) bei 100 mg. Allerdings können – insbesondere bei intravenöser Gabe (Injektion in die Vene) – auch schon deutlich niedrigere Dosen lebensbedrohlich sein. Für Säuglinge können schon zwei bis drei Tropfen Opiumtinktur tödlich sein.
Eine 2013 veröffentlichte Studie zeigte, dass es in der Zeit von 1999 bis 2012 in den USA zu einer Vervierfachung von opioidinduzierten Sterbefällen durch Überdosierung im Rahmen einer Schmerztherapie kam. Parallel dazu fand sich eine Vervierfachung der Opioidverschreibungen in Folge der Bemühungen um eine bessere Schmerztherapie. Als Faktoren eines Opioidmissbrauchs bis hin zur Überdosierung fanden sich u. a. auf Seiten der Patienten eine vorbekannte Neigung zu Medikamenten- oder Alkoholmissbrauch, auf ärztlicher Seite eine zu unkritische Dauerverordnung von Opioiden nach chirurgischen Eingriffen oder bei nicht-tumorbedingten Schmerzen.
Bei richtiger Anwendung von Opioiden ist aber kein einziger Todesfall in der Literatur beschrieben; Opioide gelten in der Schmerztherapie als sicherer im Vergleich zu anderen Analgetika wie ASS, Metamizol, COX-Inhibitoren und Paracetamol.

### Handelsnamen und Darreichungsformen

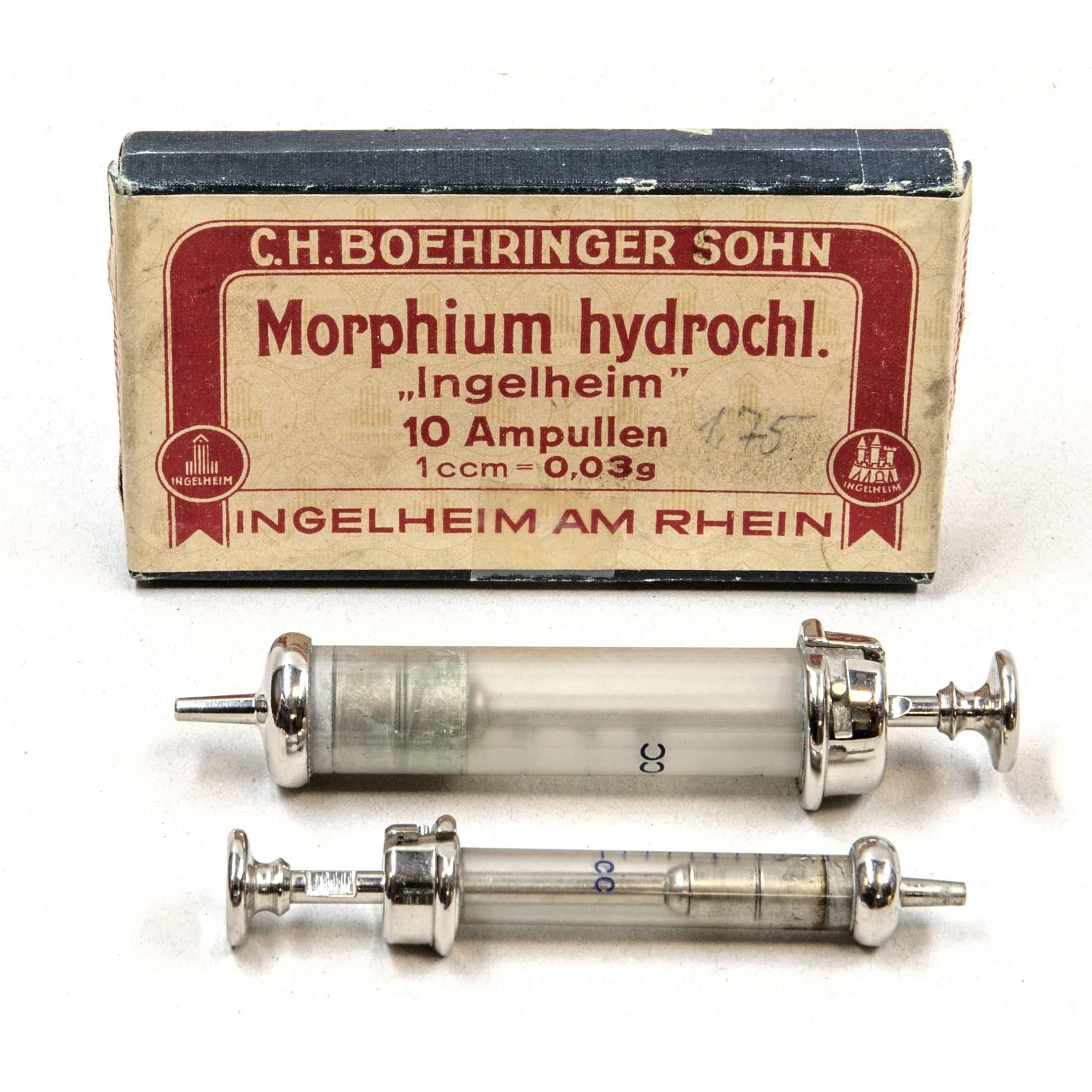
Morphium – Verpackung mit Spritzen aus den 1950er Jahren

Arzneilich verwendet wird Morphin in Form des Morphinsulfat-Pentahydrats oder als Morphinhydrochlorid-Trihydrat.
Fertigarzneimittel
Capros (D), Compensan (A), Kapanol (D, CH), M-beta (D), M-long (D), Morixon (D), Morphanton (D), MSI (D), MSI Mundipharma Morphin Merck, MSR (D), MSR Mundipharma, MST (D), Mundidol (A), M-retard (CH), M-Stada (D), MST-Continus (D, CH), MST-Mundipharma, MST-Retardgranulat, Painbreak (D), Sevredol (D, CH), Sevre-Long (CH), Substitol (A, D), Vendal (A), und andere.
Als Darreichungsformen gibt es schnell- und langsam freisetzende Medikamente in Form von Kapseln, Tabletten, Brausetabletten, Tropfen, Granulaten, Zäpfchen (etwa MSR: Abkürzung für „Morphinsulfat rektal“) sowie Injektionslösungen (MSI = Morphinsulfat per injectionem). Mit der umgangssprachlichen Bezeichnung „Morphinpflaster“ sind transdermale Pflaster mit anderen Opioiden (Fentanyl, Buprenorphin) gemeint.

## Externe Links zu erwähnten Verbindungen
1. ↑  Externe Identifikatoren von bzw. Datenbank-Links zu Morphinhydrochlorid:  CAS-Nr.: 52-26-6, EG-Nr.: 200-136-2, ECHA-InfoCard: 100.000.125, PubChem: 5464110, ChemSpider: 4576542, DrugBank: DBSALT001753, Wikidata: Q27124243.
2. ↑  Externe Identifikatoren von bzw. Datenbank-Links zu Morphinsulfat Pentahydrat:  CAS-Nr.: 6211-15-0, EG-Nr.: 624-082-8, ECHA-InfoCard: 100.152.706, PubChem: 6321225, ChemSpider: 4881953, DrugBank: DBSALT001986, Wikidata: Q27122210.